# Ida Waldeck-Pyrmont
Ida Karolina Waldeck-Pyrmont, niem. Ida Caroline Prinzessin zu Waldeck und Pyrmont (26 września 1796 - 12 kwietnia 1869) - członkini rodu Waldeck-Pyrmont, księżniczka Pyrmont. 

## Życiorys
Urodziła się w Rhoden jako drugie dziecko (najstarsza córka) Jerzego I Waldeck-Pyrmont i jego pierwszej żony, Augusty Schwarzburg-Sondershausen. 23 czerwca 1816 w Arolsen wyszła za mąż za Jerzego Wilhelma, księcia Schaumburg-Lippe - syna Filipa II Ernsta, hrabiego Schaumburg-Lippe i jego drugiej żony, Julli Hesse-Philippsthal. Ida i Jerzy mieli dziewięcioro dzieci:
- Adolf I, książę Schaumburg-Lippe (1 sierpnia 1817 - 8 maja 1893)
- Matylda (11 września 1818 - 14 sierpnia 1891)
- Adelajda (9 marca 1821 - 30 lipca 1899)
- Ernest (12 grudnia 1822 - 2 kwietnia 1831)
- Ida (26 maja 1824 - 5 marca 1894)
- Emma (24 grudnia 1827 - 23 stycznia 1828)
- Wilhelm (12 grudnia 1834 - 4 kwietnia 1906)
- Hermann (31 października 1839 - 23 grudnia 1839)
- Elżbieta (5 marca 1841 - 30 listopada 1926)

## Tytuły
26 września 1796 - 23 czerwca 1816: Jej Dostojność Księżniczka Ida Waldeck-Pyrmont
23 czerwca 1816 - 21 listopada 1860: Jej Najjaśniejsza Wysokość Księżna Schaumburg-Lippe
21 listopada 1860 - 12 kwietnia 1869: Jej Dostojność Księżna wdowa Schaumburg-Lippe